# Quixadá (kommun)
Quixadá är en kommun i Brasilien.   Den ligger i delstaten Ceará, i den östra delen av landet, 1 500 km nordost om huvudstaden Brasília. Antalet invånare är 80 605.
Följande samhällen finns i Quixadá:
- Quixadá

Omgivningarna runt Quixadá är huvudsakligen savann. Runt Quixadá är det glesbefolkat, med 8 invånare per kvadratkilometer.